# Инфекция мочевыводящих путей
Инфекция мочевыводящих путей (ИМП или ИМВП, англ. urinary tract infection) — собирательное понятие, объединяющее различные инфекции любых частей мочевыводящих путей. В качестве инфекционного заболевания определяется как воспаление уротелия, возникающее в ответ на появление в мочевыводящих путях патогенных микроорганизмов. В зависимости от локализации инфекции, воспаление может затрагивать мочеиспускательный канал (уретрит), мочевой пузырь (цистит), мочеточники и почки (пиелонефрит).
Чаще всего инфекция развивается в мочевом пузыре, попадая туда через мочеиспускательный канал, при этом из мочевого пузыря инфекция может распространиться и на почки. В роли патогенов обычно выступают бактерии, от которых здоровый организм без патологий в большинстве случаев избавляется самостоятельно. Самым же частым возбудителем инфекции является кишечная палочка (лат. Escherichia coli), которая в норме обитает в кишечнике человека и может быть занесена оттуда в мочеиспускательный канал.
Инфекция мочевыводящих путей не может передаваться от одного человека к другому за исключением инфекций, передаваемых половым путём. Однако ряд факторов повышают риск возникновения инфекции и усложняют её лечение. К таким фактором относятся: постоянный катетер, мочекаменная болезнь, нейрогенный мочевой пузырь, пузырно-мочеточниковый рефлюкс, наличие обструкций в мочеиспускательной системе, беременность, сахарный диабет, почечная недостаточность и подавление иммунитета после пересадки почки. При этом риск инфекции выше у женщин, поскольку мочеиспускательный канал у них намного короче, чем у мужчин, и расположен ближе к анальному отверстию.
Инфекция часто встречается среди женщин, детей и пожилых людей, а диагностируется исходя из симптомов с подтверждением через тест-полоски, например, при сдаче общего анализа мочи. Лечение обычно проводится антибиотиками, для правильного назначения которых могут быть произведены посев мочи либо её микроскопическое исследование. При этом проводится полный курс лечения, даже если симптомы инфекции исчезли.

## Общие сведения
В норме моча у человека обычно стерильна, а мочеиспускательная система устроена таким образом, чтобы инфекция не могла проникать вверх по направлению к почкам. Поэтому большинство инфекций ограничивается мочевым пузырём и не представляют большой опасности. Однако в отсутствие лечения инфекция может со временем распространиться и на почки, вызвав более серьёзное заболевание, требующее незамедлительного лечения.
Инфекция мочевыводящих путей является одной из наиболее часто встречающихся бактериальных инфекций среди детей, а при отсутствии должного лечения способна привести к серьёзным заболеваниям, в том числе к рубцеванию почечной ткани, что может повлечь за собой далеко идущие последствия. Клинические же рекомендации по ведению больных детей с ИМП в разных странах могут отличаться и противоречить друг другу. Анализ некоторых англоязычных рекомендаций показал, что наиболее качественными и хорошо проработанными являются испанские рекомендации, рекомендации от Американской академии педиатрии и рекомендации Национального института здравоохранения и совершенствования медицинской помощи Великобритании. При этом они хорошо согласуются между собой, хотя и имеют некоторые отличия.
От симптоматической инфекции мочеиспускательной системы следует отличать асимптоматическую бактериурию, которая не вызывает воспалительных процессов и ассоциируется с детьми школьного возраста и женщинами, но может обнаруживаться и у маленьких детей. ИМП отличается от асимптоматической бактериурии присутствием пиурии, то есть наличием лейкоцитов или гноя в моче. В большинстве случаев бактериурия проходит сама по себе без какого-либо лечения в течение нескольких месяцев, а в симптоматическую инфекцию может перейти лишь в очень редких случаях. Также асимптоматическая бактериурия не предшествует развитию симптоматической инфекции и не является маркером её развития, поэтому её принято рассматривать отдельно.

## Симптомы
У детей доречевого возраста нет каких-либо специфичных симптомов. Наиболее общим является лихорадка без установленной причины, однако инфекция мочевыводящих путей у детей в подобных случаях обнаруживается лишь в 5—7 % случаев.
У детей в возрасте речевого этапа развития на воспаление нижней части мочевыделительной системы указывают недержание мочи, дизурия (болезненность или затруднённость мочеиспускания) и учащённое мочеиспускание. Однако эти же симптомы могут указывать и на другие заболевания, включающие вульвовагинит, энтеробиоз (заражение острицами), кристаллурию (наличие кристаллов в моче) и функциональные расстройства мочеиспускания. Высокая температура тела или боли в области поясницы могут также указывать на то, что воспаление затрагивает паренхиму почек.
У взрослых на инфекцию мочевого пузыря могут указывать:
- мутная моча или моча с кровью[17];
- сильный или неприятный запах мочи[17];
- повышение температуры тела у некоторых людей[17];
- жжение или боль во время мочеиспускания[17];
- ощущение давления или спазмы в нижней части живота[17];
- сильное желание частого мочеиспускания, даже после опорожнения мочевого пузыря[17].

На распространение инфекции на почки могут указывать:
- озноб или ночная потливость[17];
- утомляемость и ощущение недомогания[17];
- температура выше 38,3 °C[17];
- боли в боках, спине или в паху[17];
- покраснения кожи[17];
- изменения состояния сознания или спутанность сознания[17];
- тошнота и рвота[17];
- очень сильная боль в животе[17].

В случае возможных признаков инфекции почек, в частности, болей со стороны спины или по бокам, озноба, лихорадки или рвоты, рекомендуется незамедлительно обратиться к врачу.

## Классификация
Клинически инфекции мочевыводящих путей делятся на неосложнённые и осложнённые. Неосложнённые возникают у здоровых людей без структурных или неврологических аномалий. Осложнённые связаны с нарушением факторов защиты мочевыводящих путей, включая обструкции, задержку мочи вследствие неврологических проблем, иммуносупрессию, почечную недостаточность, пузырно-мочеточниковый рефлюкс, нейрогенный мочевой пузырь, сахарный диабет, пересадку почки, беременность, а также наличие инородных тел в мочевыводящих путях, включая камни, постоянные катетеры и другие устройства для обеспечения оттока мочи. С применением катетеров связаны катетер-ассоциированные инфекции, которые в совокупности являются распространённой причиной вторичной инфекции кровотока.
Неосложнённые инфекции обычно ограничены мочевым пузырём и могут быть излечены коротким курсом антибиотиков. Осложнённые инфекции в значительной степени увеличивают шансы на неудачи в лечении, а связанные нарушения могут приводить к повторным инфекциям. Поэтому в осложнённых случаях может потребоваться лечение и сопутствующих нарушений.

## Причины заболевания и его развитие

### Этиология

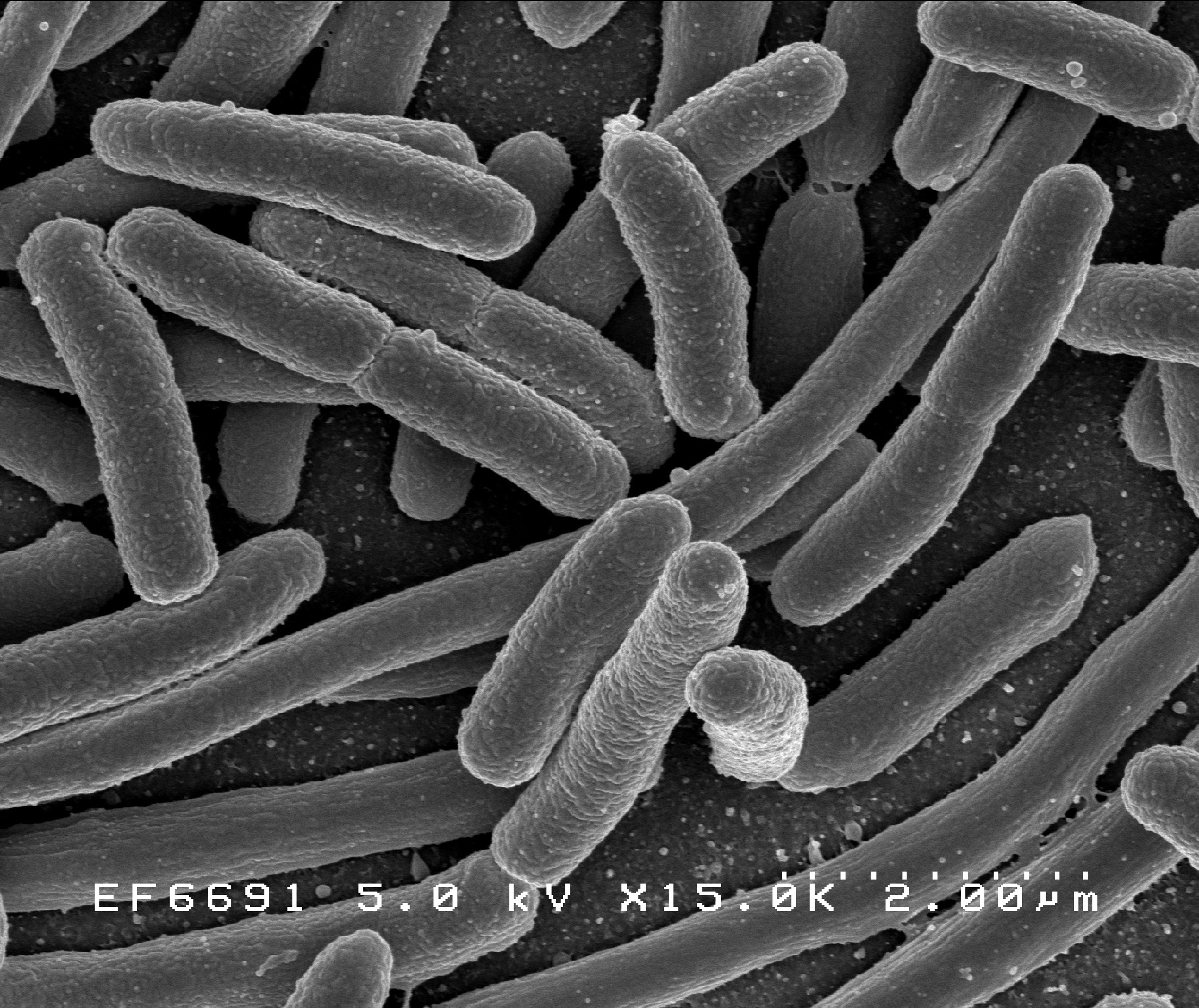
Кишечная палочка.

Инфекция мочевыводящих путей может вызываться грамположительными и грамотрицательными бактериями, а также некоторыми грибками. Наиболее частым патогеном является кишечная палочка (Escherichia coli), вызывая 75 % случаев неосложнённых инфекций и 65 % осложнённых.
Неосложнённые инфекции чаще всего вызываются бактериями Klebsiella pneumoniae (в 6 % случаев), Staphylococcus saprophyticus (6 %), Enterococcus faecalis (5 %), стрептококками группы B (3 %), Proteus mirabilis (2 %), синегнойной палочкой (Pseudomonas aeruginosa, 1 %), золотистым стафилококком (Staphylococcus aureus, 1 %) и грибками из рода Candida (1 %).
В случае осложнённых инфекций наиболее распространены энтерококки (в 11 % случаев), Klebsiella pneumoniae (8 %), грибки из рода Candida (7 %), золотистый стафилококк (3 %), Proteus mirabilis (2 %), синегнойная палочка (2 %) и стрептококки группы B (2 %).

### Патогенез
У здоровых людей большинство уропатогенов попадает в мочевой пузырь из кишечной микрофлоры через уретру. Данный путь заражения известен как восходящий. Патогены способны прикрепляться к уротелию и, соответственно, колонизировать слизистые оболочки, что является основной причиной распространения инфекции по слизистой оболочке мочевого пузыря и последующего восхождения к верхней части мочеиспускательной системы. Прикрепление возможно благодаря наличию на поверхности оболочек бактерий специальных белковых нитевидных структур — пили или фимбрий. При этом тип нитевидных структур может влиять на степень вызываемого в уротелии воспаления.
Инфицирование почек через гематогенный путь (через кровоток) здоровым людям несвойственно. У пациентов с иммуносупрессией почечная паренхима может быть прорвана при бактериемии золотистого стафилококка или при наличии грибков Candida в кровотоке. В редких случаях бактерии из соседних органов могут проникать в почки лимфогенным путём (через лимфатическую систему), например при абсцессах забрюшинного пространства или при тяжёлых кишечных инфекциях.
На течение болезни может влиять множество факторов, которые включают в себя особенности бактерий и работы иммунитета, анатомические особенности, уродинамику и генетику. При этом возможна индивидуальная предрасположенность к инфекциям. Значимым фактором риска является пузырно-мочеточниковый рефлюкс, из-за которого моча вместе с патогенами может забрасываться назад к почкам, повышая шансы на развитие острого пиелонефрита даже в случаях бактерий, не обладающих какими-либо особыми факторами вирулентности.

## Диагностика
Предварительный диагноз инфекции мочевыводящих путей может быть установлен через общий анализ мочи, микроскопическое исследование или бактериальный посев. В общем анализе мочи на инфекцию могут указывать тесты на эстеразу лейкоцитов или на нитриты, а отрицательный результат обоих тестов не гарантирует отсутствие инфекции. При микроскопическом анализе на инфекцию указывает наличие бактерий или лейкоцитов в моче. Подтверждением предварительного диагноза может служить положительный результат общего анализа мочи совместно с обнаружением уропатогенов в моче.
Посев мочи часто делается при диагностике детей, в случае же взрослых его обычно не делают. В случае детей считается, что диагноз должен быть подтверждён, поскольку правильный диагноз позволяет предотвратить излишние вмешательства при диагностике, а также излишнее или неверное лечение. Общий анализ мочи не может заменить посев при установке диагноза. Хотя нитритный тест высокоспецифичен для инфекции, он малозначим у маленьких детей из-за высокой частоты мочеиспусканий. К тому же не все уропатогены преобразуют нитраты в нитриты. Однако он может быть хорошим маркером инфекции в случае положительного результата. Лейкоциты же в моче могут обнаруживаться не только из-за инфекции мочевыводящих путей, но и при различных других обстоятельствах, включающих в себя синдром Кагаваси, стрептококковую инфекцию, а также после энергичных упражнений.
Асимптоматическая бактериурия диагностируется в случае, если исследования мочи показали наличие в ней бактерий, но общий анализ мочи не выявил признаков воспалительного процесса.

### Дифференциальный диагноз
Подозрение на инфекцию мочевыводящих путей у детей возрастом до 2 лет может возникнуть при беспричинной высокой температуре. Существуют рекомендации в таких случаях проводить исследование мочи для исключения инфекции. У детей возрастом от 2-х лет инфекция вероятна при болях в животе или пояснице, температуре, дизурии или частом мочеиспускании либо при возникновении недержания мочи. Для подтверждения инфекции при этих симптомах также требуется провести исследование мочи.

### Сбор мочи

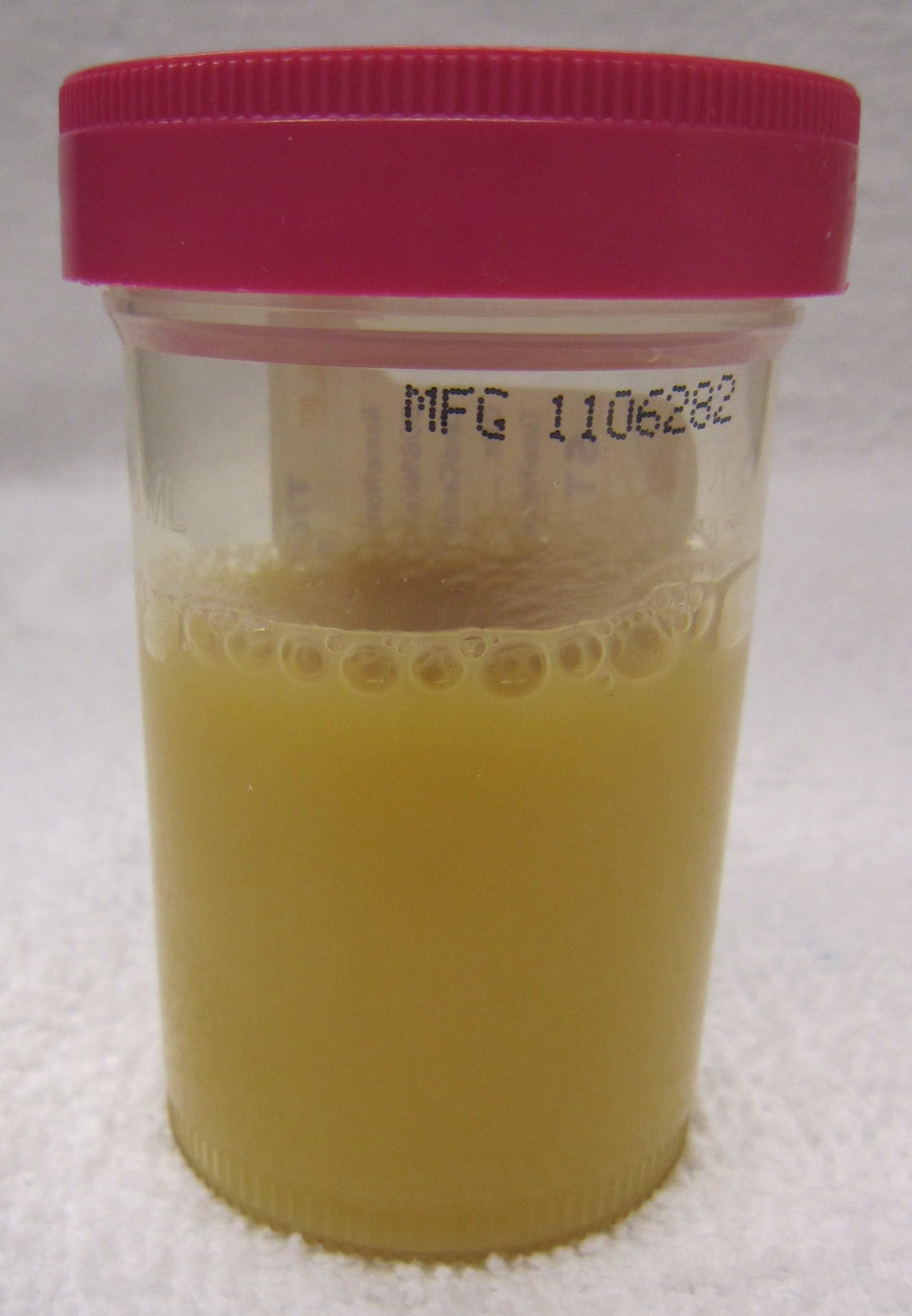
Гной в моче (пиурия) у больного уросепсисом.

У маленьких детей сбор мочи для анализа может быть затруднён, поскольку они не способны контролировать мочеиспускание, а у мальчиков загрязнение микроорганизмами может происходить в том числе из-за фимоза. Для общего анализа мочи может подойти любая моча, в том числе собранная через мочеприёмник, при условии, что анализируется свежая моча. В случае детей, которые могут контролировать мочеиспускание, рекомендуется собирать среднюю порцию мочи. Посев мочи, собранной при помощи мочеприёмников, может считаться достоверным только в случае, если он показал отсутствие бактерий в моче, поскольку в случае использования мочеприёмников он слишком часто (примерно в 88 % случаев) показывает ложноположительные результаты. В случаях необходимости срочного сбора мочи могут использоваться катетеризация или более болезненная надлобковая аспирация, при которых также снижен риск загрязнения образцов мочи микроорганизмами, однако эти методы забора мочи являются инвазивными. При сборе через катетеризацию или мочеиспускание первые капли мочи не должны попасть в стерильный контейнер. А сбор мочи с помощью надлобковой аспирации рекомендуется осуществлять при одновременном проведении ультразвукового исследования для повышения вероятности успеха процедуры.
Поскольку моча является хорошей средой для размножения бактерий, по одним данным её рекомендуется обработать в течение 4-х часов при хранении в условиях комнатной температуры, либо подвергнуть охлаждению сразу же после сбора, а по другим — обработать в течение 1-го часа в случае комнатной температуры или в течение 4-х часов — при охлаждении. В случае же длительного хранения могут использоваться специальные химические консерванты, однако в этом случае не все результаты тестов будут верными.

## Лечение
Лечение инфекции мочевыводящих путей предполагает уничтожение инфекции для предотвращения возможных осложнений. Осуществляется применением противомикробных препаратов, основываясь на чувствительности патогена, если известно к каким препаратам он чувствителен. Возможно применение как пероральных препаратов, так и парентеральных, а их эффективность эквивалентна. Выбор же способа введения обычно осуществляется исходя из обстоятельств. Согласно испанским клиническим рекомендациям у детей старше 2-х лет лечение антибиотиками не рекомендуется проводить, если не обнаружены лейкоциты или нитриты в моче, а специфичные для инфекции симптомы отсутствуют. Асимптоматическая бактериурия не требует лечения антибиотиками, поскольку в этом случае вред от лечения может превышать пользу.
Из-за распространения бактерий с механизмами, делающими их устойчивыми к тем или иным антибиотикам, инфекции мочевыводящих путей стало достаточно сложно лечить. Особую значимость представляют некоторые виды энтеробактерий, например, Klebsiella pneumoniae и кишечная палочка, которые обзавелись плазмидами, кодирующими бета-лактамазу расширенного спектра, что даёт бактериями устойчивость к цефалоспоринам 3-го поколения. Плазмиды быстро распространяют устойчивость к цефалоспоринам и другим антибиотикам. Есть бактерии, которые устойчивы к антибиотикам естественным образом, например, энтерококки обычно устойчивы к пенициллинам, триметоприму, клиндамицину и цефалоспоринам, а не так давно развили устойчивость к гликопептидным антибиотикам. Лечение симптоматических инфекций мочевыводящих путей антибиотиками может также повлиять на микрофлору желудочно-кишечного тракта и влагалища, приводя к возникновению устойчивых ко многим антибиотикам бактерий.

## Профилактика
Клюква (обычно в форме сока) в течение нескольких десятков лет использовалась в качестве средства профилактики инфекций мочевыводящих путей. Кокрановский обзор 2012 года показал, что она оказалась неэффективной и не оказывает статистически значимого клинического эффекта по сравнению с плацебо. В целом исследования сходятся в выводах об отсутствии эффекта в случаях возникновения осложнённых инфекций или при наличии предрасположенности из-за сопутствующих нарушений. Однако метаанализ 2017 года показал возможную эффективность в предотвращении инфекций мочевыводящих путей среди здоровых небеременных женщин, но для подтверждения результатов требуются дальнейшие, более масштабные, исследования.

## Осложнённые инфекции

### Мочекаменная болезнь

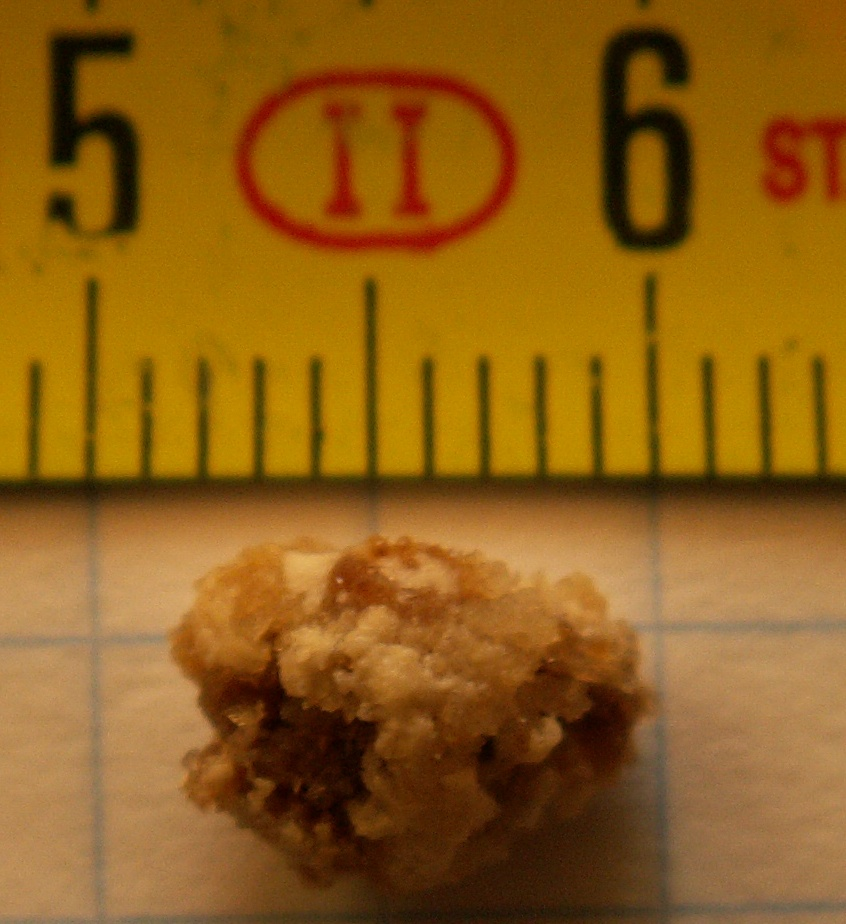
Камень из почки длиною 8 мм.

В случае мочекаменной болезни сопутствующие инфекции мочевыводящих путей обычно считаются её осложнениями. Также некоторое бактерии могут способствовать образованию камней. Наличие камней может служить очагом микроорганизмов и приводить к обструкциям, в случае которых лечение должно быть направлено на снижение давления в мочевыводящей системе.
Лучшим способом лечения в данном случае является удаление камней, что может быть осуществлено, например, минимально инвазивными уретроскопией с контактной литотрипсией или чрескожной нефролитотрипсией. В качестве альтернативы могут быть установлены мочеточниковый стент или дренажная трубка нефростомы. Лечение инфекции при наличии обструкции является малоэффективным. Хирургические вмешательства для удаления камней рассматриваются лишь после того, как инфекцию удаётся вылечить.

### Пузырно-мочеточниковый рефлюкс
Пузырно-мочеточниковый рефлюкс является наиболее часто встречающимся осложняющим фактором среди детей. Рефлюкс имеет градацию от I до V степени, I степень соответствует лёгкому рефлюксу, а V — тяжёлому. Из-за инфекций мочевыводящих путей высокая степень рефлюкса, то есть IV или V, может приводить к рубцеванию почек, а впоследствии и к почечной недостаточности.
Лечение рефлюкса может заключаться в антирефлюксных хирургических операциях или эндоскопической коррекцией путём введения специального геля. Хирургические операции имеют смысл среди пациентов, у которых, несмотря на профилактику антибиотиками, возникают инфекции мочевыводящих путей.

### Нейрогенный мочевой пузырь
Нейрогенный мочевой пузырь является дисфункцией мочевого пузыря, возникающей при определённых нарушениях в работе центральной нервной системы или периферических нервов, которые могут происходить при повреждении спинного мозга, сопровождающегося рассеянным склерозом, при цереброваскулярной болезни или болезни Паркинсона. Этиология нейрогенного мочевого пузыря может быть совершенно различной.
У пациентов с нейрогенным мочевым пузырём повышен риск инфекции мочевыводящих путей, а в качестве профилактики может применяться самостоятельная катетеризация или профилактика антибиотиками. Два рандомизированных контролируемых исследования показали, что профилактика нитрофурантоином может уменьшать риск инфекции, в то же время в Кокрановском систематическом обзоре профилактика антибиотиками у тех, кто делал самостоятельную катетеризацию, не показала каких-либо преимуществ.

### Наличие постоянного катетера
Катетер-ассоциированные инфекции являются одними из наиболее осложнённых. Моча выводится через катетер, но между катетером и мочеиспускательным каналом есть небольшой просвет, через который в мочевой пузырь могут проникать микроорганизмы. С увеличением продолжительности катетеризации патогены также могут образовать биоплёнку на поверхности катетера, что может приводить к появлению устойчивости к антибиотикам при лечении.
В случае катетер-ассоциированных инфекций существуют рекомендации не использовать системную профилактику антибиотиками, а удаление постоянного катетера рекомендуется делать по возможности как можно быстрее.

### Беременность
У беременных женщин повышен риск инфекций мочевыводящих путей, в особенности верхних (почки), вследствие физиологических изменений в организме. Из-за значительного увеличения объёма крови, проходящего через почки, и скорости клубочковой фильтрации может происходить расширение лоханок и мочеточников, что создаёт условия для роста и размножения патогенов. При беременности бактериурия может перерасти в пиелонефрит, поэтому в этом случае бактериурию лечат коротким курсом антибиотика.

## Рецидивирующие инфекции
Рецидивирующие инфекции мочевыводящих путей (РИМП) определяются как симптоматические инфекции, возникающие вслед за предыдущим случаем заболевания, обычно после окончания его лечения. Часто встречаются среди молодых здоровых женщин, в том числе без каких-либо анатомических или физиологических аномалий мочевыводящих путей. В случае взрослых клинический диагноз может быть поставлен без посева мочи, однако посев необходим для правильного лечения. Среди женщин применение массовой цистоскопии или визуализации верхних мочевыводящих путей не рекомендуется, если только не наблюдаются сопутствующие нетипичные симптомы.
Факторы риска у женщин включают в себя половые акты, использование спермицидов, смену сексуальных партнёров, историю инфекций мочевыводящих путей в детстве или по линии матери. У женщин в постменопаузе и у пожилых женщин факторами риска являются история инфекций мочевыводящих путей до менопаузы, недержание мочи, атрофический вагинит из-за дефицита эстрогена, цистоцеле, увеличение остаточного объёма мочи после мочеиспускания, использование катетеров и секреторный статус (антигены ABO из крови могут обнаруживаться в других жидкостях организма).
Систематический обзор долгосрочной профилактики антибиотиками среди женщин периода постменопаузы показал, что профилактика снижала риск инфекций без увеличения риска побочных явлений, однако потенциально увеличивался риск развития устойчивости к антибиотикам бактерий в моче и кале, а прекращение приёма антибиотиков быстро сводило на нет всю пользу.

## Осложнения
В качестве осложнений возможны рубцевание почек, их повреждение или инфицирование. У молодых людей, пожилых и тех, чей организм не может справляться с инфекцией, возможен сепсис.
Одним из очень редких, но потенциально возможных осложнением является абсцесс почки, который сопровождается продолжительной лихорадкой, болями в животе и сзади, повышенной скоростью оседания эритроцитов и лейкоцитозом, однако посев мочи и крови могут не всегда указывать на инфекцию, из-за чего осложнение может быть выявлено не сразу.
Другим редким осложнением является острый очаговый бактериальный нефрит, который по своей сути представляет нечто промежуточное между острым пиелонефритом и абсцессом почки. По симптомам схож с обоими состояниями и выражается в виде локализованного очага инфекции с воспалением интерстициальной ткани, однако в отличие от абсцесса при очаговом нефрите отсутствуют некроз и гнойное расплавление тканей.

## Прогноз
Большинство инфекций мочевыводящих путей может быть вылечено. Симптомы инфекции мочевого пузыря обычно исчезают через 24—48 часов с начала лечения, в случае распространения инфекции на почки лечение может длиться неделю и дольше.

## История

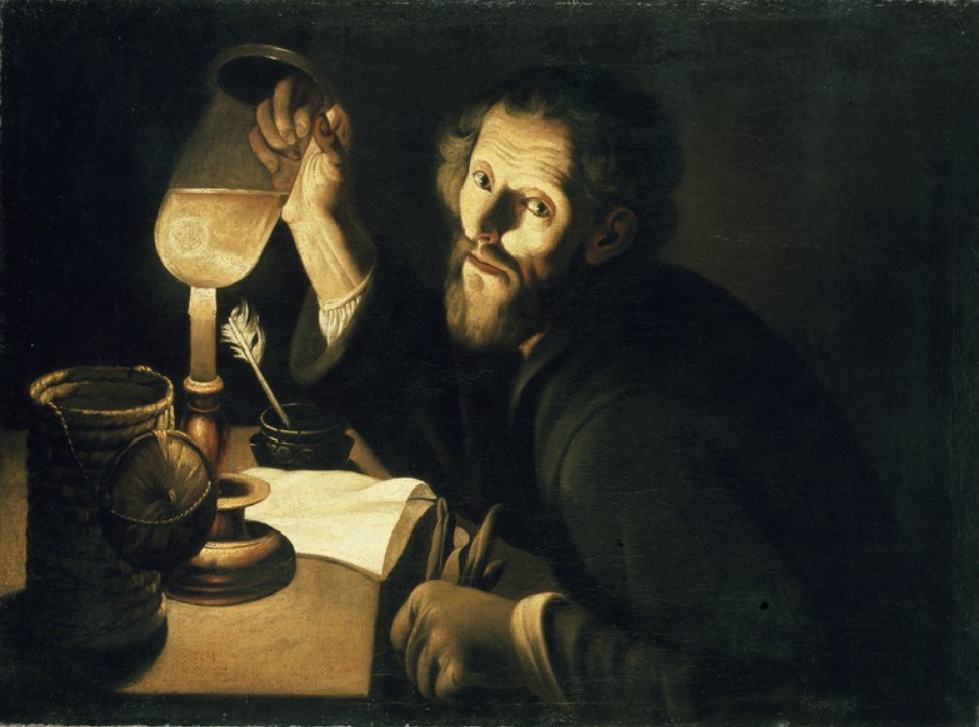
Мастер света свечи. Врач, изучающий мочу, I половина XVII века.

Впервые инфекции мочевыводящих путей были описаны в Древнем Египте в папирусе Эберса, а их лечение осуществлялось травами. Гиппократ описал заболевание, которое, судя по всему, было циститом, в те времена заболевание могло длиться год, после чего проходило само по себе или усугублялось вовлечением почек. Римляне ввели практику хирургического удаления камней из мочевыводящих путей и катетеризацию для мочеиспускания. Арабы ввели практику уроскопии с подробной классификацией и интерпретацией заболеваний мочевыводящих путей согласно этому способу анализа. В средние века никаких новых достижений в этой области не было, но помимо прочего использовалось кровопускание. В начале XIX века появились ясные и подробные описания инфекции мочевыводящих путей, несмотря на отсутствие знаний об их этиологии. До открытия бактериальной природы инфекции люди не понимали настоящих причин болезни, поэтому лечение было направлено на облегчение болевых ощущений и не затрагивало причину. Лечение заключалось в госпитализации, постельном режиме, диетах, применении наркотических средств, травяных клизмах, травяных обмываниях, кровопусканиях и применении пиявок, удалении камней, абсцессов, а также в частом мочеиспускании.
С открытием микроорганизмов, выступающих причиной инфекционных заболеваний, и воспалительных процессов в мочеиспускательной системе врачи пробовали разрабатывать разные новые стратегии лечения. В лабораториях изучалось применение различных антибактериальных средств, таких как гексамин, меркурохром и многих других, однако, несмотря на многообещающие результаты лабораторных опытов, на практике они оказывались разочаровывающими. До начала применения антибиотиков с инфекциями пробовали бороться разными противомикробными средствами, однако их эффективность в лучшем случае оказывалась минимальной.

### Комментарии
1. 1 2  Возбудители инфекции перечислены в порядке убывания частоты обнаружения.

### Дополнительные ссылки
- Urinary tract infection in under 16s: diagnosis and management : [англ.] : [арх. 21 декабря 2019] // NICE Clinical Guidelines. — U.K. National Institute for Health and Care Excellence, 2018, October. — (Клинические рекомендации Национального института здравоохранения и совершенствования медицинской помощи Великобритании). — Дата обращения: 11 января 2020.